# خالد بن أحمد بن سلمان آل خليفة
الشيخ خالد بن أحمد بن سلمان آل خليفة (مواليد 1943) وزير الديوان الملكي بمملكة البحرين منذ 20 فبراير 2002، وهو الأبن الأكبر للشيخ أحمد بن سلمان بن خالد آل خليفة. 

## عن حياته
ولد الشيخ خالد بن أحمد في سنة 1943 ووالده هو الشيخ أحمد بن سلمان بن خالد آل خليفة وهو الشقيق الأكبر للشيخ خليفة بن أحمد آل خليفة القائد العام لقوة الدفاع. 
في 29 يناير 1984 أصدر الشيخ عيسى بن سلمان آل خليفة أمير دولة البحرين أمر أميري بتعينه رئيساً لديوان ولي العهد. 
وفي 13 أبريل 1999 أصدر الملك حمد بن عيسى آل خليفة ملك مملكة البحرين مرسوماً بتعينه وزيراً للدولة لشؤون الديوان الأميري. 
وفي 17 يونيو 2000 أصدر الملك حمد بن عيسى آل خليفة ملك مملكة البحرين مرسوماً بتعينه بالأضافة إلى منصب وزير الدولة لشؤون الديوان الاميري رئيساً للهيئة الوطنية لحماية الحياة الفطرية. 
وفي 20 فبراير 2002 أصدر الملك حمد بن عيسى آل خليفة ملك مملكة البحرين أمر ملكي بتعينه وزيراً للديوان الملكي. 